# Tobiasze
Tobiasze est une localité polonaise de la gmina d'Ujazd, située dans le powiat de Tomaszów Mazowiecki en voïvodie de Łódź.